# Castello di Serravalle (Bosa)
Il castello di Serravalle, detto anche castello Malaspina o castello di Bosa, è un complesso fortificato situato sul colle di Serravalle (81 m.s.l.), in posizione dominante rispetto al centro abitato di Bosa, in Sardegna.
Fu eretto intorno alla seconda metà del Duecento dalla famiglia toscana dei Malaspina dello Spino Secco, a seguito della dissoluzione del potere del Giudicato di Torres sul territorio.
I successivi dominatori arborensi, aragonesi e spagnoli lo ampliarono fino a cingere con le sue mura l’intero altopiano e lo adeguarono strutturalmente in seguito all’introduzione delle armi da sparo.
Situato al confine settentrionale del Giudicato di Arborea e nei pressi di quello che fu – sino al XVI secolo – uno dei principali porti della Sardegna, durante la Guerra sardo-catalana (1353-1420) fu dagli Aragonesi enfaticamente considerato «uno dei migliori e più nobili castelli del mondo e chiave di tutta l’isola».
Più volte defunzionalizzato e dismesso nei secoli successivi, sino a divenire rifugio, dal Settecento, della popolazione più povera della città, fu recuperato come patrimonio culturale dopo i restauri del 1893.
È tra i monumenti più rappresentativi di Bosa.

## Datazione
Seppure sia stata ipotizzata l'esistenza, nello stesso sito, di antecedenti sistemi di difesa, ancorché precari, prima dell'anno Mille, è alla famiglia toscana dei Malaspina che si deve, a partire dal XIII secolo, la costruzione del primo nucleo della fortezza medievale che ancora oggi campeggia sul colle di Serravalle.
La data della sua edificazione fu erroneamente fissata – dall'umanista Giovanni Francesco Fara (1543-1591) – nel 1112 o nel 1121. La fonte di una tale ricostruzione storica era una cronaca quattro-cinquecentesca a carattere propagandistico, redatta in ambienti sardo-pisani, e diretta a legittimare retrospettivamente i diritti dei Doria e dei Malaspina sulla Sardegna, anche retrodatando le origini dei loro domini sardi, in funzione antiaragonese. Infatti, nel 1297, papa Bonifacio VIII aveva istituito il Regno di Sardegna, che aveva poi concesso al re Giacomo II di Aragona. Da quel momento, i signori locali liguri e toscani – che prima dell'investitura degli aragonesi avevano instaurato proprie signorie nelle terre del Giudicato di Torres – furono dapprima costretti a dichiararsi vassalli degli Aragona, per poi venire estromessi dai loro domini in Sardegna, da ciò discendendone aspre contese e rivendicazioni.
Assodata l'inattendibilità della datazione tradizionalmente proposta, le fonti documentarie e le risultanze degli scavi archeologici hanno definitivamente smentito che il castello risalga al XII secolo e hanno consentito di fissarne la costruzione intorno alla seconda metà del Duecento, in corrispondenza della dissoluzione dell'apparato amministrativo del giudicato di Torres, infine disgregatosi con la morte della giudicessa Adelasia di Torres nel 1259.

## Storia e descrizione
Il castello si trova sulle alture del colle di Serravalle (81 m.s.l.), sulle cui pendici meridionali e occidentali sorge il quartiere medievale di Sa Costa, separato dalla fortificazione da uno spazio di sicurezza (forse di dimensioni pari almeno alla gittata delle armi da lancio e probabilmente chiuso, in origine, da palizzate o altri accorgimenti).
La cinta muraria del castello, per una lunghezza di 352 m, si estende fino ad abbracciare l'intero altopiano (circa un ettaro), all'interno del quale si colloca la fortificazione vera e propria (circa 2000 mq). Le mura sono intervallate da sette torri.
Gli Aragonesi, impossessatisi del castello tra il XIV e il XV secolo, lo adeguarono per l'introduzione dell'artiglieria, abbassando alcune torri e costruendo spalti terrapienati così da installarvi, in posizione sopraelevata, le armi da fuoco.
Nella piazza d'armi del castello, trovavano spazio i locali di servizio (magazzini, forno, stalle, cisterne, etc.), nonché la cappella palatina di Nostra Signora de Sos Regnos Altos. All'interno della stessa sono stati rinvenuti una serie di affreschi risalenti al Trecento.

## Il Castello nella cultura di massa
Nel 1980, le Poste Italiane dedicarono al Castello un francobollo da 450 lire, facente parte della raccolta nota come "Castelli d’Italia".

## Galleria d'immagini

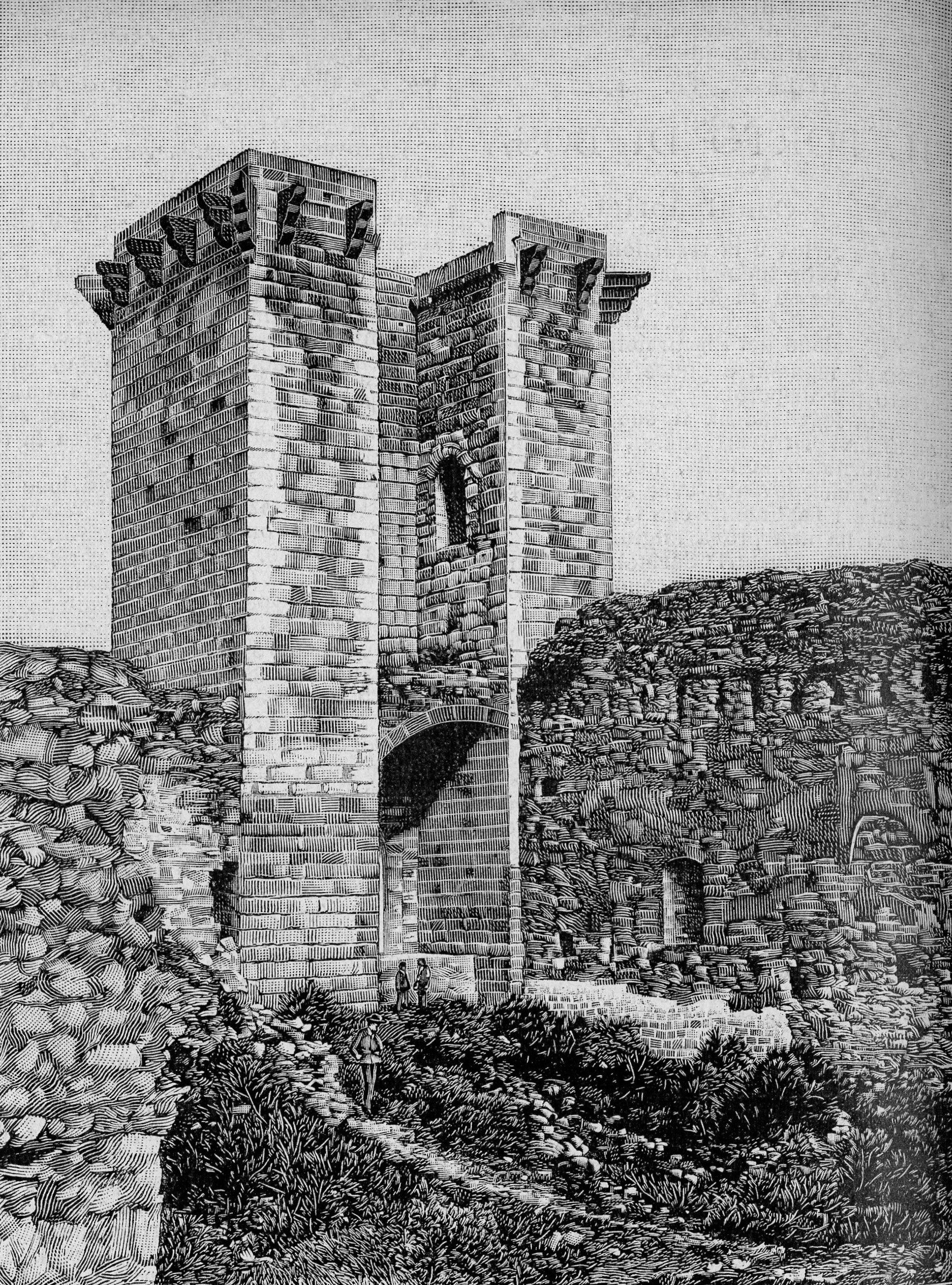